# Poder compensador
El poder compensador és un terme econòmic encunyat per J. K. Galbraith en el seu llibre El capitalisme americà (1956) que ofereix una teoria alternativa a la lliure competència com a generador de l'equilibri en els mercats quan aquests estan dominats per un petit nombre de grans empreses amb molt de poder.
En el capitalisme clàssic la competència perfecta entre un gran nombre de venedors i compradors és l'element que porta els mercats a l'equilibri. En el capitalisme modern, els mercats estan dominats per un petit nombre de grans empreses amb un gran poder de mercat i que presenten comportaments monopolístics.
Segons Galbraith, en aquest context, per tal que els mercats assoleixin l'equilibri competitiu (en comptes de l'equilibri monopolista o oligopolista) cal que s'erigeixi un poder compensador. Aquest poder compensador pren formes molt diferents:
- En els mercats de productes industrials aquest poder compensador és representat per altres grans empreses com a compradores.
- En el mercat laboral, aquest paper el juguen els sindicats (segons Galbraith no és casualitat que els sindicats més poderosos apareguin en els sectors més dominats per les grans corporacions).
- En els mercats de béns de consum aquest paper el podrien jugar l'aparició dels grans distribuïdors de venda al detall, per exemple empreses com Wal-Mart, que en no poder competir en proximitat o personalització del servei amb el comerç tradicional només poden fer-ho amb preus baixos, esdevenint doncs un instrument a favor del consumidor. En el cas que no apareguin aquest tipus de grans empreses detallistes, aquest paper haurà de ser jugat directament pels consumidors mitjançant cooperatives de consum.

Cal tenir en compte, però, que el poder compensador interacciona en els mercats exclusivament pel costat de la demanda. Això fa que sigui molt sensible a l'estat de la demanda. Així, quan la demanda és dèbil, el poder del poder compensador es veu reforçat. Per contra, quan la demanda és forta el poder compensador perd poder.
Un dels elements d'èxit d'aquesta teoria fou el fet d'oferir una alternativa liberal que justifiqués l'existència dels sindicats i defensés el seu paper positiu en l'economia. D'altra banda, des d'una perspectiva marxista es criticava que Galbraith ignorés tota referència al conflicte de classes.